# Csenla
Csenla (khmerül: ចេនឡា Chénla, a kínai forrásokban: 真臘 Zhēnlà) egy középkori államalakulat volt Délkelet-Ázsiában, amely magában foglalta a mai Kambodzsa, Laosz, Thaiföld és Vietnám egyes részeit. A 6. század végétől a 9. század elejéig virágzó Csenla jelentős szerepet játszott a régió politikai tájképének kialakításában és a majdani Khmer Birodalom elődjének tekinthető.

## Történelem
Csenla egy Mekong-menti államként alakult ki, amely a korábbi Funan királyságból fejlődött ki. 550-ben a csenlaiak diadalt arattak a funani erők felett, így Funan behódolt Csenlának. Ísánavarman (Īśānavarman) király vezetése alatt az állam kiterjesztette befolyását a szomszédos államokra, és ellenőrzést biztosított a kulcsfontosságú kereskedelmi útvonalak felett.
Csenla korai történelmét a Sambor Prei Kuknál fellelt dokumentumok írják le, amelyek részletezik a királyság politikai szervezetét és vallási gyakorlatait. A 7. és 8. században Csenla a jólét és a kulturális fejlődés időszakát élte át. Dzsajadevi királynő és I. Dzsajavarman uralkodását gyakran aranykornak tekintik, amelyet építészeti vívmányok és a szomszédos birodalmakkal, például a Srívidzsaja Birodalommal és a kínai Tang-dinasztiával fenntartott diplomáciai kapcsolatok erősítése fémjelez. Ennek az időszaknak az építészeti csodái, köztük a Sambor Prei Kuk és a Wat Phou templomegyüttesei Csenla kulturális fejlettségéről, valamint a hindu és buddhista hagyományok átvételéről tanúskodnak. Az ebből a korszakból származó feliratok is kiemelik az állam regionális kereskedelemben való részvételét, valamint a vallásközpontúságát.
A belső hatalmi harcok és a külső nyomás végett Csenla 707 körül két részre, Szárazföldi Csenlára (khmerül: ចេនឡាដីគោក Chénla deikok) és Vízi Csenlára (khmerül: ចេនឡាទឹកលិច Chénla tuklich) szakadt. Az Angkor régió körül összpontosuló Csenla vidéket I. Dzsajavarman leszármazottai uralták, míg a Mekong-delta régióban található Vízi Csenla a Sailendra-dinasztia uralma alá került.
A 9. századra Csenla növekvő belső konfliktusokkal és külső inváziókkal szembesült, ami felgyorsította hanyatlását. A regionális hatalmi központok közötti rivalizálás, valamint az olyan terjeszkedő birodalmak nyomása, mint a Srívidzsaja hozzájárultak Csenla kisebb államokra való feldarabolásához. Csenla bukásával kialakult a Khmer Birodalom, amely továbbvitte elődje kulturális örökségét fennmaradt, amint azt olyan építészeti csodák is bizonyítják, mint például az Angkorvat templomegyüttes, amely elődjének kulturális és vallási örökségét tükrözte.

## Társadalom és kultúra
A buddhizmus és a hinduizmus egyaránt jelen volt. Csenla társadalmi és vallási gyakorlatait olyan feliratok dokumentálják, mint például a Prasat Andet és Prasat Trapeang Phong. Ezek a feliratok értékes betekintést nyújtanak Csenla társadalmi felépítésébe, vallási hiedelmeibe és rituáléiba, és rávilágítanak a lakóinak mindennapi életére.

## Gazdaság
A kereskedelem döntő szerepet játszott Csenla felvirágzásában, tengeri és szárazföldi útvonalakon egyaránt. A királyság hasznot húzott a Mekong és a Thai-öböl menti elhelyezkedéséből, így a regionális kereskedelem összekötőjeként szolgált. Csenla a kínai és indiai, illetve más délkelet-ázsiai államokkal is folytatott kereskedelmet, és olyan árukat exportált, mint a rizs és nemesfémek.